# Tabaré Vázquez
Tabaré Ramón Vázquez Rosas (španělská výslovnost: [taβaˈɾe raˈmon ˈbaskes ˈrosas]IPA; 17. ledna 1940 Montevideo, Uruguay – 6. prosince 2020, Montevideo) byl uruguayský politik, v letech 2005–2010 prezident Uruguaye a opětovně od 1. března 2015 do 1. března 2020.
Původním povoláním onkolog, byl členem středolevé strany Frente Amplio. V letech 1990 až 1994 zastával úřad starosty Montevidea. V roce 1994 se neúspěšně zúčastnil prezidentských voleb, ve kterých získal 30,6 % hlasů. Prezidentem byl zvolen 31. října 2004 a do úřadu nastoupil 1. března 2005, vykonával ho do 1. března 2010. Uruguayská ústava neumožňuje vykonávat dvě volební období za sebou, jeho nástupcem byl zvolen José Mujica. OA od 1. března 2015 do 1. března 2020 opět prezident.

## Vyznamenání
- Řád za zásluhy – Katar, 2. května 2007[3]
- Řád Omara Torrijose Herrery – Panama, 2008[4]
- Národní řád svatého Vavřince – Ekvádor, 7. září 2010[5]